# アルフレッド・コルトー
アルフレッド・ドニ・コルトー（Alfred Denis Cortot, 1877年9月26日・スイス、ニヨン - 1962年6月15日・スイス、ローザンヌ）は、20世紀前半のフランスを代表するピアニスト、ピアノ指導者、指揮者、教育者、音楽学者。

## 略歴
ブルゴーニュにルーツを持つフランス人を父として、ジュラ地方にルーツを持つスイス人を母としてスイスに生まれる。彫刻家ジャン＝ピエール・コルトーや作曲家エドガー・ヴァレーズは親戚にあたる。苗字の本来の綴りはCortoであり、祖先はカタルーニャ出身とも考えられている。
2人の姉の指導ののち、パリ音楽院予備科でショパンから助言を得たことのあるエミール・デコムに、高等科ではルイ・ディエメに師事、1896年にショパンのバラード第4番で一等賞を受賞する。しかし、予備クラスを落第したこともあり、サン＝サーンスから酷評されたこともあるなど、音楽院内の評価は当初あまり芳しくなかった。
ピアニストとして楽壇にデビューしたが、ワーグナーの作品に傾倒し、先輩であったエドゥアール・リスレール（1873年 - 1929年）に従ってバイロイトに赴き、1896年から1897年までバイロイト音楽祭の助手を務めた。1902年頃からは指揮者として活動、ワーグナーの『神々の黄昏』のフランス初演を行うなどした。1905年にはヴァイオリニストのジャック・ティボー、チェリストのパブロ・カザルスとカザルス三重奏団を結成、1920年代後半にいたるまで素晴らしい演奏を繰り広げたが、最終的にはティボーとの仲が疎遠になって解散した。第一次世界大戦後はピアニストとして欧米をあまねく巡演、広く賞賛を集めた。
1907年にパリ音楽院の教授に就任したが、「音楽院の育成は、ピアニストだとピアノのことしか出来なくなる輪切りシステムだ」と言いつつ改革を訴えていた。1919年に理想の実現のため、オーギュスト・マンジョとともに自らの音楽学校エコールノルマル音楽院を設立し、同年パリ音楽院を辞任した。さらに教育活動にも力を注ぎ、朝から公開レッスンを精力的に行った。エコールノルマル音楽院には彼の名を冠したサル・コルトーという響きの優秀なホールがある。コルトーが絶賛したがコンクールで優勝できなかったディヌ・リパッティを、審査員を降りるという行動で擁護、そして熱心にデビューを助けたりもした。
第二次世界大戦に際してはヴィシー政権と関わりをもち、フランスの未曾有の国難に対処しようとしたが、戦後はナチスの前で演奏したことなどの責を問われ、フランス国内での演奏の機会を完全に奪われるなど不遇であった。1952年には来日もしており、ベートーヴェンのピアノソナタ第14番「月光」などを演奏した。来日時の演奏中の姿、またサインに応じる様子などが多く写真に残されている。
妻のいとこリーズ・ブルムはレオン・ブルムの最初の妻であった。

## 演奏スタイル
ピアニストとしてのコルトーは、ショパン、シューマンなどのロマン派、フランクからドビュッシーにいたるフランス近代を中心とした比較的狭い範囲をレパートリーとしていた。しかし、当時の録音技術や聴衆層の趣味の制約のため、断念した曲目も少なくない。美しいタッチと個性的なテンポ・ルバートを駆使した演奏は、深い詩情と多彩な感情を描き出した比類のないものであり、聴衆に大きな感動を与えた。
数多くの録音のほか、『ショパン』『フランス・ピアノ音楽』といった著作（いずれも日本語訳あり）、サラベール社から出版された、一般に「コルトー版」といわれる「学習版」の楽譜（ショパン、シューマンなど、一部日本語訳あり）や、ピアノ演奏のメカニックを体系化して示した『教則本』（日本語訳：『コルトーのピアノメトード』）も残されている。「学習版」は弾き方が全くわからない初心者のために、作品の歴史に至るまで多くの解説を書いている。なお、コルトーはモーツァルトをあまり評価していなかったため、「学習版」は出版されていない。
ベートーヴェンを尊敬していたわりには、その録音を残すことは少なかったが、スイスで録音された協奏曲第1番が死後公表された。発売されることはなかったが、晩年にはピアノソナタの全曲録音も検討されており、いくつかのテイクが遺されている。

## 指導
コルトーのピアノメトードには「毎朝1時間あれば、ピアノ演奏の諸問題は一通り完全に練習できる」と書いてある。これはシャルル＝ルイ・アノンにも同様の記述があり、19世紀の頃からピアノ演奏のウォーミングアップは1時間でよいということが経験的に知られていたことを意味している。
コルトーの直接の指導を受けた門下生では、ディヌ・リパッティ、クララ・ハスキル、遠山慶子、エリック・ハイドシェックが有名である。それぞれが非常に強い個性を持っていることから、コルトーの指導方針として、おのおののピアニストの個性を重視する指導法があったようである。ハスキルが亡くなったことを悼むメッセージの録音も存在する。但し、ハスキルのパリ音楽院在学時にはかなり冷淡な態度で接しており、指導もほとんど同僚のレヴィに任せていた。
エコールノルマルのマスタークラスでは、コルトーの指導は「まるで詩人の朗読のようであった」と伝えられ、多くの語彙に富んでいた。これは、ほとんど言葉に頼らず簡潔に指示を出すマルグリット・ロンの公開講座とは正反対の態度でもある。

## 録音
- ワーグナー：トリスタンとイゾルデより愛の死 - 1902年、コルトーの初録音のうちの１つ。 フランス語で歌うフェリア・リトヴィーヌ（英語版）のピアノ伴奏を担当している。
- ショパン：24の前奏曲 - 1920年代に1回、1930年代に1回、1940年代に1回、そして伝説の1955年ミュンヘン・ライブ（モナコと伝えられたが誤り）を経て、1957年に最後の全曲録音を残した。この5回すべてが復刻の対象になっている。
- シューマン：「子供の情景」「交響的練習曲」及び「クライスレリアーナ」において、作品世界を見事に表現した。SP時代のピアノ協奏曲の録音は、多くのピアニストに「デビューならシューマンの協奏曲で」という若手が後を絶たないほど影響を与えた。
- リスト：ピアノソナタ - リストの音源はシューマンやショパンほど残されることはなかったが、外面的効果を廃して、ピアノ音楽史上の名作にこれだけの情感を与えた演奏は多くない。
- ラヴェル - ミュンシュ指揮のパリ管弦楽団との協演になる左手のためのピアノ協奏曲は、フランス音楽における演奏芸術の一つの頂点をなしていると言って過言ではない。弾き間違いも多いが、カデンツァの濃厚な詩情は他のピアニストを寄せ付けない凄みを持つ。
- フランク：交響変奏曲 - コルトー全盛期の演奏。現在の奏者が演奏すると、楽譜通りのインテンポで地味に仕上がることが多く（21世紀以降は特に）ピアニストや指揮者からも敬遠されることが多くなった今日、この作品に対する最上の解釈を提供した演奏として、現在も復刻が絶えることがない。
- ブラームス：ヴァイオリンとチェロのための二重協奏曲 - コルトー指揮の録音は多くは残っていないが、ティボー、カザルスとの仲が良かった時期に録音されていたことは幸いであった。テンポがピアノ・ソロのように変化し、一切の乱れもない。
- ベートーヴェン：ピアノ協奏曲第1番 - 戦後フランスでの演奏の機会を失ったコルトーが、ローザンヌで行ったライブ演奏。音量は失われているが、表現は慎ましくオーケストラに寄り添っており、古典作品への眼差しを伝える貴重な一枚。

## 関連文献
- Cortot, Alfred, La musique française de piano, 1930–48
- —, Cours d’interprétation, 1934 (Studies in Musical Interpretation, 1937)
- —, Aspects de Chopin, 1949 (In Search of Chopin, 1951)
- Gavoty, Bernard, Alfred Cortot, 1977 (French)
- Manshardt, Thomas, Aspects of Cortot, 1994
- John Hunt: Pianists for the connoisseur. London, 2002. ISBN 1-901395-12-X.
- Christian Doumet, Grand art avec fausses notes, Seyssel, Champ Vallon, coll. « Recueil », 2009, 204 p. (ISBN 978-2-87673-520-0, notice BnF no FRBNF42126197, présentation en ligne)
- Jean-Luc Tingaud, Cortot-Thibaud-Casals, un trio, trois solistes, Paris, Josette Lyon, coll. « Les interprètes créateurs », 2000, 194 p. (ISBN 2-84319-028-2, notice BnF no FRBNF37210383)
- François Anselmini, Rémi Jacobs, Murray Perahia et al., « Alfred Cortot, ombres et lumières d'une légende du piano », Diapason magazine, no 605, septembre 2012, p. 22-32 Document utilisé pour la rédaction de l’article
- Myriam Chimènes, « Alfred Cortot et la politique musicale du gouvernement de Vichy », dans Myriam Chimènes (dir.) et al., La Vie musicale sous Vichy, Bruxelles, Éditions Complexe, coll. « Histoire du temps présent », 2001, 420 p. (ISBN 2-87027-864-0, notice BnF no FRBNF37684437, lire en ligne), p. 36-52 Document utilisé pour la rédaction de l’article
- Guide Diapason, « Alfred Cortot », dans Dictionnaire des disques Diapason : Guide critique de la musique classique enregistrée, Paris, Éditions Robert Laffont, coll. « Bouquins », 1981, 420 p. (ISBN 2-221-50233-7, notice BnF no FRBNF34655063) Document utilisé pour la rédaction de l’article